# Chris Davis (giocatore di football americano)
Chris Davis (Tampa, 8 novembre 1979) è un ex giocatore di football americano statunitense che ha militato nel ruolo di fullback nella National Football League (NFL).

## Carriera
Al college Davis giocò a football a Syracuse, prima nel ruolo di running back e poi in quello di fullback. Fu scelto nel corso del quinto giro (165º assoluto) del Draft NFL 2003 dai Seattle Seahawks, una scelta ottenuta dai Green Bay Packers. Nella sua stagione da rookie disputò una sola partita. Fu svincolato dopo la stagione 2004.